# Ахвердян Рубен Левонович
Рубен Ахвердян (вірм. Ռուբեն Հախվերդյան; нар. 3 грудня 1950, Єреван, Вірменська РСР, СРСР) — відомий вірменський гітарист, співак, композитор і поет-пісняр (бард), режисер і громадський діяч.

## Біографія
Народився в 1950 р. в родині інтелігентів. Батько - Левон Ахвердян, був академіком, директором Інституту мистецтв Академії наук. Мати, Сірануш Аюнц — театральним критиком. Будучи хуліганом і забіякою, Рубен змінив кілька навчальних закладів і тільки в одній з вечірніх шкіл зміг отримати атестат. У 1975 р. закінчив режисерський факультет Єреванського театрального інституту, пізніше вдосконалював свою майстерність у Юрія Любимова і Марка Захарова, яких вважає своїми вчителями. Працював на республіканському телебаченні, поставив кілька вистав у Єревані, з яких найбільш успішним став телеспектакль "Млин сатани".
Один з основоположників авторської пісні у Вірменії. Перший альбом - "Пісні любові і надії", вийшов в 1985 р. в Парижі. До 1988 р. пісні Ахвердяна офіційно перебували під забороною в Радянській Вірменії. Автор пісень — "Єревані гішернерум", "Мер сіро ашуне", "Покрик навак" та інших. Написав кілька мюзиклів і серій дитячих пісень. Виступав у Франції, США, Югославії, Італії, Лівані та інших країнах.